# 언리얼 엔진
언리얼 엔진(Unreal Engine, UE)은 에픽게임즈가 개발한 3D 게임 엔진으로, 1998년 1인칭 슈팅 게임인 언리얼에서 처음 선보였다. 처음에는 PC 1인칭 슈팅 게임용으로 개발되었으나, 이후 다양한 장르의 게임에 사용되었고, 영화 및 텔레비전 산업과 같은 다른 산업에서도 채택되었다. 언리얼 엔진은 C++로 작성되었으며, 이식성이 높아 다양한 데스크톱, 모바일, 콘솔, 가상 현실 플랫폼을 지원한다.
최신 버전인 언리얼 엔진 5는 2023년 4월에 출시되었다. 소스 코드는 깃허브에서 사용할 수 있으며, 상업적 사용은 로열티 모델을 기반으로 허용된다. 에픽게임즈는 1백만 달러 이상의 수익에 대해 5%의 로열티를 부과하지만, 에픽게임즈 스토어에서 독점적으로 퍼블리싱되는 게임에 대해서는 면제된다. 에픽게임즈는 퀵셀(Quixel)과 같은 인수된 회사들의 기능을 엔진에 통합했는데, 이는 포트나이트의 수익에서 이득을 얻는 것으로 보인다.

## 역사
| 1998      | 언리얼 엔진 1 |
| 1999–2000 |               |
| 2001      | 언리얼 엔진 2 |
| 2002–2005 |               |
| 2006      | 언리얼 엔진 3 |
| 2007–2013 |               |
| 2014      | 언리얼 엔진 4 |
| 2015–2021 |               |
| 2022      | 언리얼 엔진 5 |
| TBA       | 언리얼 엔진 6 |

### 1세대
언리얼 엔진 1은 1995년 에픽게임즈 설립자 팀 스위니가 언리얼을 위해 처음 개발했으며, 소프트웨어 렌더링을 사용했다. Windows, 리눅스, Mac, 유닉스를 지원했다. 이후 에픽게임즈는 이 엔진을 다른 게임 스튜디오에 라이선스하기 시작했다.

### 언리얼 엔진 2
언리얼 엔진 2는 소프트웨어 렌더링에서 하드웨어 렌더링으로 전환했으며, 플레이스테이션 2, 엑스박스, 닌텐도 게임큐브 콘솔을 지원했다. UE2를 사용한 첫 게임은 2002년에 출시되었고, 마지막 업데이트는 2005년에 제공되었다.

### 언리얼 엔진 3
언리얼 엔진 3은 멀티스레딩을 지원한 최초의 게임 엔진 중 하나였다. DirectX 9를 기본 그래픽 API로 사용하여 렌더링 코드를 단순화했다. UE3을 사용한 첫 게임들은 2006년 말에 출시되었다.

### 언리얼 엔진 4
언리얼 엔진 4는 물리 기반 재료와 "블루프린트" 비주얼 스크립팅 시스템을 지원했다. UE4를 사용한 첫 게임은 2014년 4월에 출시되었다. 이 버전은 게임 수익에 대한 로열티 지불과 함께 무료로 다운로드할 수 있는 언리얼의 첫 버전이었다.

### 언리얼 엔진 5
언리얼 엔진 5는 게임 개발자가 자동으로 생성된 디테일 수준(Level of Detail)을 통해 임의로 높은 품질의 메시를 사용할 수 있도록 하는 가상화된 기하학 시스템인 나나이트(Nanite)와 소프트웨어 및 하드웨어 레이 트레이싱을 사용하는 동적 전역 조명 및 반사 시스템인 루멘(Lumen)을 특징으로 한다. 2020년 5월에 공개되어 2022년 4월에 공식 출시되었다.

### 언리얼 엔진 6
스위니는 2025년 렉스 프리드먼 팟캐스트에서 언리얼 엔진 6에 대해 논의하며, 첫 번째 미리 보기 빌드가 2~3년 내에 제공될 것이라고 밝혔다. 다음 버전은 현재 포트나이트와 더 넓은 엔진에 사용되는 개별 개발 스트림을 통합하는 것을 목표로 한다.

## 스크립팅

### 언리얼스크립트
언리얼스크립트(UnrealScript, UScript)는 언리얼 엔진 4 출시 전까지 게임 코드와 게임플레이 이벤트를 작성하는 데 사용된 언리얼 엔진의 네이티브 스크립트 언어였다. 이 언어는 간단한 고급 게임 프로그래밍을 위해 설계되었다. 언리얼스크립트는 팀 스위니가 프로그래밍했으며, 그는 이전에 게임 스크립트 언어인 ZZT-OOP도 만들었다. 데이어스 엑스의 리드 프로그래머 크리스 노든(Chris Norden)은 이를 "매우 유연하다"고 평가했지만, 낮은 실행 속도를 지적했다.
자바와 유사하게, 언리얼스크립트는 다중 상속이 없는 객체 지향 언어였으며 (모든 클래스는 공통 Object 클래스에서 상속), 클래스는 정의하는 클래스 이름을 딴 개별 파일에 정의되었다. 자바와 달리 언리얼스크립트는 기본 타입에 대한 객체 래퍼를 가지고 있지 않았다. 인터페이스는 언리얼 엔진 3세대와 몇몇 언리얼 엔진 2 게임에서만 지원되었다. 언리얼스크립트는 연산자 오버로딩을 지원했지만, 선택적 매개변수를 제외하고는 메서드 오버로딩은 지원하지 않았다.
2012년 게임 개발자 컨퍼런스에서 에픽게임즈는 언리얼스크립트가 C++를 선호하여 언리얼 엔진 4에서 제거될 것이라고 발표했다. 시각적 스크립팅은 이전 키스멧(Kismet) 시각적 스크립팅 시스템을 대체하는 블루프린트 비주얼 스크립팅 시스템에 의해 지원될 것이다.
언리얼 엔진 4 개발의 중요한 순간 중 하나는 언리얼스크립트(제가 만들어서 세대에 걸쳐 사용해 온 스크립트 언어)에 대한 일련의 논쟁이 있었다는 것입니다. 그리고 미래에 경쟁력을 갖추기 위해 무엇을 해야 하는지에 대한 논의였습니다. 우리는 이를 업그레이드하기 위해 필요한 기능 목록을 계속 늘려갔고, 누가 그 작업을 할 수 있을지, 그리고 그것이 정말로 다루기 어려워지고 있었습니다. 그리고 이를 정리하고, 무엇을 줄이고 무엇을 유지할지 결정하고, 계획하기 위한 대규모 회의가 있었습니다. 그때 저는 그것을 보며 '아, 언리얼스크립트에 추가하려는 모든 것이 이미 C++에 있는데 왜 언리얼스크립트를 없애고 순수 C++로 전환하지 않죠? 최대 성능과 최대 디버깅 가능성을 얻을 수 있습니다. 이것이 모든 이점을 제공합니다.'라고 말했습니다.— 스위니, Gamasutra, 2017

### Verse
버스는 언리얼 엔진의 새로운 스크립트 언어로, 포트나이트에서 처음 구현되었다. 하스켈 프로그래밍 언어에 기여한 것으로 잘 알려진 사이먼 페이튼 존스는 2021년 12월 에픽게임즈에 엔지니어링 펠로우로 합류하여 오랜 동료인 렌나트 오거스트슨(Lennart Augustsson) 및 다른 사람들과 함께 버스 작업을 진행했다. 스위니가 고안한 이 언어는 2022년 12월 하스켈 익스체인지에서 메타버스를 위한 오픈 소스 함수형-논리 언어로 공식 발표되었다. The Verse Calculus: a Core Calculus for Functional Logic Programming이라는 제목의 연구 논문도 발표되었다.
이 언어는 결국 2023년 3월 게임 개발자 컨퍼런스에서 포트나이트용 언리얼 에디터(UEFN) 출시의 일환으로 출시되었으며, 2025년까지 모든 언리얼 엔진 사용자에게 제공될 계획이다.

## 마켓플레이스
언리얼 엔진 4와 함께 에픽게임즈는 2014년 9월 언리얼 엔진 마켓플레이스를 오픈했다. 마켓플레이스는 콘텐츠 제작자와 개발자가 아트 자산, 모델, 사운드, 환경, 코드 스니펫 및 기타 기능을 다른 사람들이 구매할 수 있도록 제공하는 디지털 상점이며, 튜토리얼 및 기타 가이드도 제공한다. 일부 콘텐츠는 이전에 제공되었던 언리얼 자산 및 튜토리얼을 포함하여 에픽게임즈에서 무료로 제공한다. 2018년 7월 이전에는 에픽게임즈가 매출의 30%를 가져갔지만, 언리얼과 포트나이트 배틀로얄의 성공으로 인해 에픽게임즈는 이를 소급하여 12%로 줄였다.

## 사용

### 비디오 게임
언리얼 엔진은 원래 비디오 게임의 기본 기술로 사용되도록 설계되었다. 이 엔진은 호그와트 레거시, PUBG: 배틀그라운드, 파이널 판타지 VII 리메이크, 발로란트, 요시 크래프트 월드와 같은 높은 그래픽 사양을 가진 여러 유명 게임 타이틀에 사용되었으며, 에픽게임즈가 개발한 게임인 기어스 오브 워와 포트나이트도 포함한다. 폴란드의 게임 개발사 CD 프로젝트도 자체 개발 엔진인 REDengine을 폐기하고 언리얼 엔진을 사용할 계획이며, 언리얼을 사용하는 첫 게임은 더 위쳐의 리메이크가 될 것이다.
언리얼 엔진의 사용은 2012년 이후 꾸준히 증가하여, 시장 점유율이 추정치 17%에서 2024년 28%로 증가했으며, 유니티의 50%와 비교된다. 판매량 기준으로는 유니티의 26%에 비해 언리얼이 31%를 차지하며, 독점 엔진은 총 42%를 차지하여 언리얼이 판매량 기준으로 가장 큰 엔진이다.

### 영화 및 텔레비전
언리얼 엔진은 영화 제작에서 배우와 물체 주변에서 카메라의 움직임을 추적하고, LED 스크린과 분위기 조명 시스템에 실시간으로 렌더링될 수 있는 가상 세트를 만드는 데 사용되었다. 이를 통해 장면을 실시간으로 구성하고, 필요에 따라 가상 세트를 즉시 편집하며, 배우 뒤의 가상 세계를 변경하는 것만으로 짧은 시간 내에 여러 장면을 촬영할 수 있다. 전체적인 모습은 일반적인 크로마 키 효과보다 더 자연스럽게 나타났다.
이러한 기술을 사용한 제작물 중에는 실사 텔레비전 시리즈인 만달로리안 (드라마), 웨스트월드 (드라마) 및 폴아웃 (드라마), 그리고 애니메이션 시리즈인 자파리(Zafari), 미라큘러스: 레이디버그와 블랙캣(여섯 번째 시즌부터) 및 슈퍼 자이언트 로봇 브라더스(Super Giant Robot Brothers)가 있다. 존 패브로와 루카스필름의 인더스트리얼 라이트 & 매직 부서는 라이온 킹에서 패브로가 사용했던 유사한 접근 방식을 기반으로 만달로리안을 위한 StageCraft 기술을 개발하는 데 에픽게임즈와 협력했다. 패브로는 이 기술 접근 방식을 웨스트월드 프로듀서인 조너선 놀런과 리사 조이와 공유했다. 이 쇼는 이전에 가상 세트 사용을 검토했으며 일부 기술을 확립했지만, 세 번째 시즌에서는 스테이지크래프트와 마찬가지로 언리얼 엔진 사용을 통합했다.
스페인 기반 회사인 오르카 스튜디오(Orca Studios)는 에픽게임즈와 협력하여 언리얼 엔진이 가상 세트를 제공하는 스테이지크래프트 접근 방식과 유사한 가상 촬영을 위한 여러 스튜디오를 설립했으며, 특히 여행이 제한된 코로나19 범유행 기간 동안 활발했다.
2021년 1월, 데드라인 할리우드는 에픽게임즈가 에픽 메가그랜트(Epic MegaGrants)의 일부를 사용하여 후크업(Hook Up), 두에르메벨라(DuermeVela), 필름샤크스(FilmSharks) 애니메이션 스튜디오에서 언리얼 엔진으로 완전히 제작될 애니메이션 장편 영화 길가메시(Gilgamesh)를 처음으로 지원한다고 발표했다. 메가그랜트의 연장선상에서 에픽게임즈는 2020년경부터 언리얼 엔진으로 장편 및 단편 영화를 제작하기 위한 45개의 추가 프로젝트에 자금을 지원했다. 2022년 10월까지 에픽게임즈는 전 세계 300개 이상의 가상 세트에서 여러 그룹과 협력하고 있었다. 언리얼 엔진은 라일 라일 크로커다일에서 모션 캡처에 사용되었다.

### 기타 사용
언리얼 엔진은 사용 가능성과 기능 세트 때문에 비창작 분야에서도 사용되었다. 다른 연구자들과의 협력을 통해 의약품 분자를 탐색하는 가상 현실 도구의 기반으로, 새로운 건물과 자동차를 탐색하고 설계하는 가상 환경으로, 그리고 케이블 뉴스 네트워크에서 실시간 그래픽을 지원하는 데 사용되었다. 일부 자동차 회사, 특히 리비안은 언리얼 엔진을 인포테인먼트 시스템에 사용한다.
2012년 3월, 에픽게임즈는 Applied Research Associates의 가상 영웅들(Virtual Heroes)과 협력하여 정부 기관을 위한 언리얼 엔진 라이선스를 처리하는 프로그램인 언리얼 정부 네트워크(Unreal Government Network)를 출범한다고 발표했다. 이 지원 협정을 통해 여러 프로젝트가 시작되었는데, 여기에는 미국 육군 의사를 위한 마취 훈련 소프트웨어, FBI 아카데미가 개발한 멀티플레이어 범죄 현장 시뮬레이션, 그리고 정보 분석가들이 업무에 영향을 미칠 수 있는 인지 편향을 인식하고 완화하는 데 도움을 주기 위한 정보고등연구계획국을 위한 다양한 애플리케이션이 포함된다. 마찬가지로 국토안보부 과학기술국과 미 육군 훈련교리사령부 및 연구소는 이 엔진을 사용하여 최초 응답자를 훈련시키기 위한 강화된 동적 지리사회 환경(EDGE)이라는 플랫폼을 개발했다.

## 수상
이 엔진은 수많은 상을 받았다:
- 2018년 미국 텔레비전 예술과학 아카데미 (NATAS)로부터 "애니메이션 제작을 위한 3D 엔진 소프트웨어" 부문 기술 및 공학 에미상 수상[45]
- 2020년 텔레비전 아카데미로부터 방송 기술의 탁월한 발전에 대한 프라임타임 공학 에미상 수상[46]
- 2021년 ASIFA-Hollywood로부터 애니메이션 기술 발전 부문 애니상 수상[47]
- 게임 개발자 매거진 프론트 라인 어워드 최우수 게임 엔진 부문 (2004,[48] 2005,[49] 2006,[50] 2007,[51] 2009,[52] 2010,[53] 2011,[54] 2012[55])
- Develop Industry Excellence Award 최우수 엔진 부문 (2009,[56] 2010,[57] 2011,[58] 2013,[59] 2016,[60] 2017,[61] 2018[62])
- 2014년 기네스 세계 기록에서 가장 성공적인 비디오 게임 엔진 기록.[63]

## 법적 측면
언리얼 엔진의 상태는 2020년 에픽게임즈가 애플의 iOS 앱스토어에서 반경쟁적 행위를 주장하며 제기한 소송에서 논의되었다. 에픽게임즈는 애플의 앱스토어 허용 정책을 위반하는 포트나이트 버전을 업로드했다. 이에 대해 애플은 포트나이트 앱을 삭제하고 나중에는 에픽게임즈의 개발자 계정을 해지하겠다고 위협했는데, 이는 에픽게임즈가 iOS 및 macOS용 언리얼 엔진을 업데이트하는 것을 막았을 것이다. 법원은 언리얼 엔진에 의존하는 수많은 서드파티 개발자들에게 영향을 미칠 것이라는 점에 동의하여 애플이 이러한 조치를 취하는 것을 막기 위해 에픽게임즈에게 영구적인 금지 명령을 내리기로 합의했다.

## 같이 보기
- 분류:언리얼 엔진 게임
- 절차적 생성
- 에픽 시타델
- 더 매트릭스 어웨이큰즈
- 불쾌한 골짜기
- 유니티 (게임 엔진)
- 게임 엔진 목록

## 더 읽어보기
- Kosak, Dave. “Talking with Tim Sweeney about the evolution of a game engine”. 《게임스파이》. June 21, 2001에 원본 문서에서 보존된 문서. June 21, 2001에 확인함.
- Buecheler, Christopher. “Tim Sweeney discusses the Unreal Engine”. 《게임스파이》. June 21, 2001에 원본 문서에서 보존된 문서. June 21, 2001에 확인함.
- Keighley, Geoffrey. “Blinded By Reality: The True Story Behind the Creation of Unreal”. 《게임스팟》. 2001년 5월 19일에 원본 문서에서 보존된 문서.
- Herz, J.C (1999년 12월 2일). “GAME THEORY; For Game Maker, There's Gold in the Code”. 《뉴욕 타임스》. 2017년 9월 19일에 원본 문서에서 보존된 문서. 2017년 12월 20일에 확인함.
- Thomsen, Mike (February 2010). “History of the Unreal Engine”. 《IGN》. 2017년 7월 12일에 원본 문서에서 보존된 문서. 2015년 2월 3일에 확인함.
- Bullis, Kevin (November 2011). “Epic Games Finds New Customers”. 《MIT 테크놀로지 리뷰》. 2019년 5월 2일에 원본 문서에서 보존된 문서. 2017년 8월 12일에 확인함.
- Horvath, Stu (May 2012). “The Imagination Engine: Why Next-Gen Videogames Will Rock Your World”. 《와이어드》.
- Totilo, Stephen (June 2012). “How Unreal Engine 4 Will Change The Next Games You Play”. 《Kotaku》. 2017년 12월 21일에 원본 문서에서 보존된 문서. 2017년 12월 19일에 확인함.
- Steiner, Brian (June 2013). “How The Unreal Engine Became A Real Gaming Powerhouse”. 《Popular Mechanics》. 2021년 4월 27일에 원본 문서에서 보존된 문서. 2015년 2월 6일에 확인함.
- Harrington, Richard (November 2016). “The game is on: automotive product development in a new virtual world”. 《Automotive World》. 2017년 8월 16일에 원본 문서에서 보존된 문서. 2017년 8월 16일에 확인함.
- Gaudiosi, John (March 2017). “Epic Games' Unreal Engine Is Opening Enterprise Business Doors In Automotive, And Other Industries”. 《[a]listdaily》. 2022년 6월 23일에 원본 문서에서 보존된 문서. 2017년 8월 16일에 확인함.
- Batchelor, James (April 2017). “Sweeney: 'The future of the games industry? Make everyone a creator'”. 《GamesIndustry.biz》. 2021년 4월 27일에 원본 문서에서 보존된 문서. 2017년 8월 30일에 확인함.
- Leif, Johnson (November 2017). “How Unreal Tournament mods created a wave of successful indie studios”. 《PC 게이머》.
- Yee, Erica (December 2018). “The real reason Epic landed a $15 billion valuation is not Fortnite's viral video game success”. 《CNBC》. 2021년 11월 9일에 원본 문서에서 보존된 문서. 2018년 12월 21일에 확인함.
- Alba, Michael (March 2020). “Unreal Engineering: How a Game Engine is Playing in New Industries”. 《Engineering.com》. 2020년 11월 17일에 원본 문서에서 보존된 문서. 2020년 11월 15일에 확인함.